# Martha Betz Shapley
Martha Betz Shapley (Kansas City, 3 de agosto de 1890 – Tucson, 24 de enero de 1981) fue una astrónoma estadounidense conocida por su investigación sobre las estrellas binarias eclipsantes.

## Trayectoria
Shapley nació en Misuri, una de los siete hijos del profesor de música Carl Betz (1854–1898) y su pareja. Su familia era descendiente de inmigrantes alemanes, y su abuelo una vez le dijo que había visto a la astrónoma Carolina Herschel en las calles de Hannover, en Alemania. Su madre y sus dos hermanas se convirtieron en maestras de escuela, y la propia Shapley comenzó a trabajar como profesora a los 15 años. Tres años más tarde, comenzó sus estudios en la Universidad de Misuri, donde obtuvo una licenciatura en educación, una segunda licenciatura y un master, en 1910, 1911 y 1913, respectivamente. Fue miembro de Phi Beta Kappa.
En 1912, se convirtió en profesora de matemáticas en un instituto y, poco después, comenzó a trabajar para obtener un doctorado en literatura alemana en el Bryn Mawr College en Pensilvania. En 1914, dejó el programa para casarse con Harlow Shapley, un astrónomo que había sido compañero de estudios con ella en Misuri.

### Investigación astronómica
Shapley se trasladó con su marido al Observatorio del Monte Wilson y al Observatorio del Harvard College, y desde 1915 hasta 1927 continuó publicando investigaciones sobre estrellas binarias eclipsantes, a pesar de no tener ningún nombramiento académico formal. Se trataba de un tema que su esposo había investigado previamente como estudiante de posgrado, pero que había abandonado. Zdeněk Kopal ha especulado que, al ser Shapley la más dotada en matemáticas de los dos, proporcionó una importante ayuda anónima a su marido en su trabajo de doctorado. Finalmente, la presión de la vida familiar la llevó a dejar de lado su trabajo en este campo.

### Investigación de seguridad
Durante la Segunda Guerra Mundial, para contribuir al esfuerzo bélico, Shapley solicitó trabajar para el servicio civil haciendo criptoanálisis, un tema que había estudiado anteriormente, pero no pudo encontrar un puesto en Boston. En su lugar, comenzó a trabajar con Zdeněk Kopal calculando tablas de trayectorias de municiones. Después de la guerra, cuando el senador Joseph McCarthy y el Comité de Actividades Antiestadounidenses empezaron a investigar a su esposo por sus opiniones políticas de izquierdas, ella también fue objeto de críticas, y en 1950, tras descubrirse que había llevado a casa datos de Kopal sobre estrellas binarias eclipsantes, fue relevada de su trabajo militar y de su autorización de seguridad. Sin embargo, se le devolvió la autorización y se le permitió reanudar su trabajo varios meses después.

### Vida posterior
El marido de Shapley se jubiló en 1952 y la pareja se trasladó a New Hampshire, pero Shapley continuó con su trabajo sobre las binarias eclipsantes. En 1956, junto con Kopal, publicó su última obra importante, Catalogue of the Elements of Eclipsing Binaries. Tras la muerte de su marido en 1972, se trasladó de nuevo a Arizona. Ella murió en Tucson el 24 de enero de 1981.
Su hija Mildred Shapley Matthews también se convirtió en una destacada astrónoma, su hijo Willis Shapley se convirtió en administrador de la NASA y otro hijo, Lloyd Shapley, se convirtió en matemático y economista ganador del premio Nobel.